# Friedrich Pfluger
Friedrich Pfluger (* 5. März 1772 in Solothurn; † 29. Januar 1848 im Kloster St. Urban, Gemeinde Pfaffnau) war ein Schweizer römisch-katholischer Geistlicher.

## Leben
Friedrich Pfluger wurde als jüngstes von neun Kindern des Zimmermeisters Urs Jakob Pfluger (* 8. Juli 1729 in Solothurn; † 8. März 1800) und dessen Ehefrau Anna Maria Kieffer (* 3. Dezember 1730 in Altreu; † unbekannt) in Solothurn geboren. Er besuchte das Jesuitenkollegium und anschliessend das Gymnasium in Solothurn. Nach dem Besuch des Gymnasiums trat er aufgrund einer Einladung von Abt Karl Ambros Glutz-Rüchti (* 13. September 1748 [mit Taufnamen Urs Karl Heinrich Felix Franziskus] in Solothurn; † 28. Oktober 1825 in St. Urban, Gemeinde Pfaffnau) 1791 im Kloster St. Urban in das Noviziat des Zisterzienserordens. Am 1. Januar 1792 legte Urs Viktor Pfluger die Ordensgelübde ab und erhielt den Klosternamen Friedrich; am 27. August 1797 wurde er zum Priester geweiht. Während des Klosteraufenthaltes studierte er Philosophie, Mathematik, Physik und Theologie.
1806 forderte die Regierung von Luzern den Abt Ambrosius auf, von 1803 (damals begann die Selbstverwaltung des Klosters) bis 1806 Rechnung abzulegen. Dieser erkannte das Recht auf Rechnungslegung nicht an und dem Abt wurde hierauf ein Termin bis September 1808 gesetzt. Auf ein neuerliches Aufschubgesuch des Abtes veranlasste die Regierung am 23. September 1808 dessen Festnahme, weil sie das Verhalten als Gehorsamsverweigerung bewertete. Die Inhaftierung erfolgte in Luzern. Aufgrund des offensichtlich ungerechtfertigten Vorgehens der Regierung, es gab keine gewichtigen Gründe, die eine Rechtfertigung begründen würden, entstand einiges Aufsehen und Unruhe in der Bevölkerung, trotzdem blieb Abt Ambrosius in Haft. Ein Wiedereintritt in das Kloster wurde ihm zudem nicht gestattet. Das Schicksal des greisen Abtes erregte damals Aufsehen in der ganzen Schweiz, weil dieser als Gelehrter in Mathematik, Physik und der Wasserbaukunst weithin bekannt war, hinzu kam der Umstand das sein Bruder Peter Glutz-Ruchti (* 18. September 1754 in Solothurn; † 29. März 1835 ebenda) der Landammann der Schweiz war. Der Konvent von St. Urban übergab nach einem zweiten Beschluss der Regierung die Administration des Klosters einem Ausschuss von drei Konventualen. In diesem Ausschuss war Friedrich Pfluger als Leitender vertreten, der die Administration zur Zufriedenheit des Konvents führte. Abt Ambrosius verzichtete 1813 auf die Abtwürde und kehrte als einfacher Ordenspriester in sein Kloster zurück.
Am 10. Februar 1813 wurde Friedrich Pfluger zum Abt in St. Urbans gewählt. Eine seiner ersten Amtshandlungen war es, bei der Regierung um eine Genehmigung zur Novizenaufnahme nachzusuchen, dies wurde ihm 1814 gestattet. 1821 gründete er im Kloster ein Gymnasium, das allerdings 1833 aufgrund der neuen politischen Verhältnisse geschlossen werden musste, «… weil diese Klosterschule dem Geist der in den Wissenschaften vorgerückten Zeit nicht mehr entspreche». Die innere Klosterschule wurde jedoch zu gleicher Zeit ausgebaut, indem Abt Friedrich Pfluger eine ausgewählte Bücher- und physikalische Instrumentensammlung anschaffte. Auch die Sammlung altrömischer Münzen wurde um die Hälfte vergrössert und damit eine der reichhaltigsten in der Schweiz. Die Bibliothek, die in der schweizerischen Revolutionszeit von 1798 bis 1803 sehr gelitten hatte, wurde unter ihm um mehr als 4000 Bände aufgestockt.
Abt Friedrich Pfluger war auch im Besitz von einer dreifachen Privatsammlung an schweizerischen sowie päpstlichen Münzen. Für die päpstlichen Münzen hatte er einen Katalog selbst angefertigt, der biographische Notizen über die betreffenden Päpste enthielt und seinerzeit die grösste Sammlung in der Schweiz war. Hinzu kam als dritte Sammlung eine Urkunden-Sammlung («Gatterer-Sammlung»), die von den Professoren Gatterer (Vater und Sohn) angelegt worden war. Diese Sammlung konnte er 1838, nach dem Tod des jüngeren Gatterer, von seinen Ersparnissen beschaffen und diese enthielt ausser 4000 Pergament-Urkunden noch verschiedene Schriftproben der vergangenen Jahrhunderte, interessante Siegel, Siegelstöcke und viele Stempel.
Abt Friederich Pfluger förderte auch die musikalische Entwicklung in St. Urban, so hatte das Kloster mit Leopold Nägeli (* 5. Mai 1804 in St. Urban, Gemeinde Pfaffnau; † 24. März 1874 in Luzern) einen bekannten Komponisten und Kapellmeister. Ausserdem sorgte Friedrich Pfluger dafür, dass ein Gewächshaus für exotische Pflanzen angelegt wurde. Er eröffnete 1841 die Lehrer-Bildungsanstalt, die bis 1848 bestehen blieb, dann aber aufgrund der politischen Entwicklung nach dem Sonderbundskrieg geschlossen wurde.
Um 1830 spitzten sich die Vorstösse des radikalen Schweizer Liberalismus zu einem antiklerikalen, vor allem aber gegen die Klöster gerichteten Kampf immer mehr zu, so untersagte die Regierung dem Kloster St. Urban die genehmigte Novizenaufnahme und verkaufte einen Teil der Güter des Klosters gegen den Willen des Konvents. In dieser Zeit hielt sich der Trappistenmönch Ferdinand von Geramb mit seinen Brüdern wegen der politischen Lage im Kloster auf und mit dem Ferdinand Pfluger sich befreundete.
Friedrich Pfluger stand zwölf Jahre als Generalabt der Schweizer Zisterzienserkongregation vor, bis diese durch die Regierung aufgehoben wurde. 1847, nach dem Fall Luzerns, wurden zahlreiche eidgenössische Truppen im Kloster einquartiert und dem Kloster wurde eine Kriegskontribution in Höhe von 500'000 Franken auferlegt.
1848, nach dem Tod von Abt Friedrich Pfluger, wurde die Wahl eines neuen Abtes durch die Regierung untersagt. Weil der Kanton des Klostervermögens für die Tilgung der Sonderbundkosten bedurfte, wurde das Kloster aufgelöst.

## Werke
- Predigt am Bruderschaftsfeste Mariens, der schmerzhaften Gottes Mutter. Gehalten in Sursee den 12ten April im Jahr 1807. Thüring, Luzern 1807.